# NGC 1167
NGC 1167 est une vaste galaxie lenticulaire située dans la constellation de Persée. NGC 1167 a été découverte par l'astronome germano-britannique William Herschel en 1784.

## Caractéristiques
Sa vitesse par rapport au fond diffus cosmologique est de 4 767 ± 14 km/s, ce qui correspond à une distance de Hubble de 70,3 ± 4,9 Mpc (∼229 millions d'al).
NGC 1167 est une galaxie active de type Seyfert 2 (Sy2) qui présente un jet d'onde radio. C'est aussi est une galaxie LINER, c'est-à-dire une galaxie dont le noyau présente un spectre d'émission caractérisé par de larges raies d'atomes faiblement ionisés.
En raison d'une brillance de surface égale à 14,60 mag/am2, on peut qualifier NGC 1167 de galaxie à faible brillance de surface (LSB en anglais pour low surface brightness). Les galaxies LSB sont des galaxies diffuses (D) avec une brillance de surface inférieure de moins d'une magnitude à celle du ciel nocturne ambiant.

## Groupe de NGC 1167
NGC 1167 est la plus brillante galaxie d'un groupe de galaxies qui porte son nom. En plus de NGC 1167, le groupe de NGC 1167 compte au moins 5 autres membres, soit les galaxies 2435, 2465, 2466, 2491 et 2526 du catalogue UGC.